# Mario Caruso (1948)
Mario Caruso (Mazara del Vallo, 2 novembre 1948 – Mazara del Vallo, 18 novembre 2008) è stato un politico italiano.

## Biografia
Laureato in Pedagogia e docente alle scuole medie superiori, in gioventù aveva militato nella Giovane Italia, l'organizzazione giovanile del MSI.
Tornò in politica nel 1994 e fu eletto deputato alla Camera per il Polo delle Libertà nel collegio maggioritario Mazara del Vallo-Castelvetrano con il 37,5 per cento. Aderì al gruppo di Alleanza Nazionale; ricandidato nel 1996 non fu rieletto.
Nel 1998 si candidò a sindaco della sua città in una lista civica; non venne eletto e si ritirò dalla politica, fino alla morte nel 2008, dopo una lunga malattia.
Nel 2016 il comune gli ha intitolato il "centro interculturale auditorium Mario Caruso", inaugurato dal sindaco Nicola Cristaldi .